# Ciudad Escolar de Hammond
La Ciudad Escolar de Hammond (School City of Hammond, SCH) es un distrito escolar de Indiana. Tiene su sede en Hammond, en el área metropolitana de Chicago. El consejo escolar tiene un presidente, un vicepresidente, un secretario, y dos miembros.

## Escuelas
Escuelas secundarias:
- Clark Middle/High School
- Hammond High School
- Gavit Middle/High School
- Morton High School